# Farah Palmer
Farah Rangikoepa Palmer DNZM (Te Kūiti, 27 de novembro de 1972) é professora da Massey University e ex-capitã do time feminino de rugby da Nova Zelândia, o Black Ferns e, nesta equipe, foi três vezes campeã do mundo de rugby — 1998, 2002 e 2006. Pertence aos maoris.

## Biografia

### Anos iniciais
Farah Rangikoepa Palmer nasceu em 27 de novembro de 1972, em Te Kūiti, na Ilha Norte, Nova Zelândia, e foi criado em Piopio. Enquanto estava na escola primária e secundária, jogou netball competitivamente e também participou de atletismo, natação, tênis e cross country. Embora já tivesse jogado rugby socialmente antes, começou a jogar regularmente depois que se mudou para a Universidade de Otago para estudar educação física. Ingressou no clube universitário, em 1992, e naquele ano jogou sua primeira partida pelo Otago. Em 1994, estava jogando regularmente pelo Otago. Originalmente jogava como pilar (prop), mas mudou para talonador (hooker).

### Equipe nacional
Jogou pela primeira vez pela Nova Zelândia, em 31 de agosto de 1996, contra a Austrália, em Sydney — uma partida vencida por 28–5. Naquele ano, também foi nomeada capitã do Otago e se tornou a capitã do Black Ferns, em 1997, com uma vitória por 67–0 sobre a Inglaterra.
Em 1997, mudou-se temporariamente para Hamilton e jogou pelo clube Waikato University, além de representar Waikato. Voltou para Dunedin, em 1998, onde jogou pelo Alhambra Union. Naquele ano, foi a capitã do Black Ferns para a vitória na Copa do Mundo de Rugby Feminino de 1998. Naquele ano, foi premiada como a "Jogadora Feminina do Ano" pela União de Rugby da Nova Zelândia. Concluiu seu doutorado, em 2000, e, em 2001, mudou-se para Palmerston North para assumir um cargo de gestão esportiva na Massey University, onde se juntou ao Kia Toa RFC. Continuou a ser a capitã das Black Ferns, que conquistaram o segundo Campeonato Mundial, em 2002.
Em 2005, pela primeira vez desde 1996, não atuou em partida pelas Black Ferns devido a uma lesão. Naquele ano, foi premiada como "Personalidade Feminina Internacional do Ano" pelo International Rugby Board (IRB). Representando o Manawatu Rugby Union, os ajudou a ganhar a promoção ao Campeonato Nacional feminino, em 2006. Também, em 2006, foi novamente capitã das Black Ferns em sua terceira Copa do Mundo. Depois de derrotar a Inglaterra por 25–17 na final, anunciou sua aposentadoria do rugby. Durante seu tempo como capitã, as Black Ferns perderam apenas uma vez, e suas 35 vitórias nas Black Ferns só ficam atrás das 49 vitórias de Anna Richards.

#### Reconhecimento
Se tornou uma das seis mulheres no "Hall da Fama" do World Rugby (antigo IRB), em 17 de novembro de 2014. Em 2016, o Campeonato Provincial Feminino (Women’s Provincial Championship) foi rebatizado de "Copa Farah Palmer" em sua homenagem.
Em 2016, recebeu o prêmio Manawatū Standard Person of the Year, sendo a primeira mulher a ganhar o prêmio. Também em 2016, foi a primeira mulher a ser nomeada para o conselho do New Zealand Rugby.
Em 2018, ganhou o prêmio "Board and Management" do New Zealand Women of Influence Award de 2018. Em 2022, recebeu o Prêmio Vernon Pugh por Serviços Distintos (Vernon Pugh Award for Distinguished Service).
Na Premiação de Ano Novo de 2023 (2023 New Year Honours), foi condecorada como dama da Ordem do Mérito da Nova Zelândia (DNZM), por serviços prestados ao esporte, particularmente ao rugby.

### Carreira acadêmica
Em 2014, conduziu uma pesquisa para examinar como a liderança e a cultura afetam o sucesso no rugby.